# 旺蒂奇鎮區 (新澤西州)
旺蒂奇鎮區（英語：Wantage Township）是位於美國新澤西州蘇塞克斯縣的一個鎮區。

## 地方資料
旺蒂奇鎮區的面積為174.78平方千米，當中陸地面積為172.91平方千米，而水域面積為1.67平方千米。根據2020年美國人口普查的數據，當地共有人口10811人，而人口密度為每平方千米61.85人。